# Владимир К. Петковић
Владимир К. Петковић (Бољевац, 19. јун 1873 — Београд, 21. март 1935) био је српски геолог, професор и академик. Петковић је био ректор Универзитета у Београду и декан Филозофског факултета.

## Биографија и каријера
Рођен је 1873. године у породици Косте и Парлије (дев. Јовановић). Написао је неколико књига, укључујући и своје главно дело Геологија Источне Србије, књига 1, у издању Српске краљевске академије, 1935.
Завршио је Зајечарску гимназију, а потом и Филозофски факултет у Београду. Геологију усавршава у Бечу и Греноблу. Био је доктор филозофије. Након тога постао је наставник гимназија у Неготину, Скопљу, Солуну и Богословији Светог Саве у Београду. Године 1908. одбранио је први докторат на Филозофском факултету Универзитета у Београду. Током Првог светског рата обављао је разне војне дужности. У октобру 1915. постаје начелник Министарства просвете и на тој дужности је до јуна 1920. када постаје редовни професор геологије Универзитета у Београду.
Још као студент почиње стручне радове из геологије, па их је до 1922. већ израдио двадесетак. Након тога је наставио са писањем геолошких студија. У своје време био је најбољи југославенски стручњак за кречњачке терене. Радио је понајвише на геологији источне Србије и направио је доста допуна у геолошким картама. Био је главни управник Геолошког завода београдског Универзитета, и Геолошких Анала Балканског полуострва. Штампао је и више расправа о настави геологије у средњим школама и уџбеник за исту. Превео је од Депереа : Преображаји животињског света.
Био је дописни члан Српске краљевске академије (Академије природних наука) од 18. фебруара 1922. Редовни члан Академије природних наука био је од 16. фебруара 1929. Био је секретар Академије природних наука Српске краљевске академије од 7. марта 1931. до 7. марта 1933.